# Dimorphocalyx muricatus
Dimorphocalyx muricatus là một loài thực vật có hoa trong họ Đại kích. Loài này được (Hook.f.) Airy Shaw mô tả khoa học đầu tiên năm 1966.